# 島津貞久
島津 貞久（しまづ さだひさ）は、鎌倉時代後期から南北朝時代にかけての武将。島津氏第5代当主。薩摩・大隅・日向の守護大名。島津忠宗の嫡男。領国の在地化を進め、島津氏の守護大名としての基礎を作った。

## 生涯

### 前半生
元服に際して、鎌倉幕府第9代執権・北条貞時より偏諱を賜い貞久と名乗る。文保2年（1318年）薩摩守護職を嗣ぐ。元弘3年（1333年）、元弘の乱における足利高氏（のちの尊氏）の倒幕挙兵勧誘により、少弐貞経、大友貞宗と共に鎮西探題北条英時を攻撃、自刃に追い込む。その功により、大隅・日向守護職に補任され、島津氏は初代忠久来、本貫地と見なしていた薩隅日三州を約130年ぶりに回復する。

### 南北朝時代の開始
建武2年（1335年）、足利尊氏が後醍醐天皇に離反。貞久は一時敗れて九州へ逃げのびた尊氏を助け、多々良浜の戦いで菊池勢を撃退、尊氏の巻き返しに協力するなど、室町幕府成立に大きく貢献した。しかし、膝下の三州では谷山氏や肝付氏が南朝方として挙兵。これに対し貞久は庶長子・川上頼久らを薩摩に下向させ、南九州における南北朝の激戦が繰り広げられる。
従来、南九州は谷山氏ら薩摩平氏や肝付氏など在庁官人が勢力をもっていた地であったが、鎌倉時代、島津氏や渋谷氏といった東国武士団が進駐し、在地勢力との間に軋轢を生んでいた。その鬱憤が、在地勢力をこぞって南朝方に誘導し、守護島津氏との対決姿勢を顕わにすることとなった。

### 南朝勢力との戦い
康永元年/興国3年（1342年）には征西大将軍懐良親王が熊野水軍や伊予の海賊衆に守られながら鹿児島市南部にある谷山城に入城すると結集軸となり城主谷山隆信はじめ谷山御所に南朝方の各地の諸氏が参集し勢いを取り戻し、薩摩半島山南を勢力下に収めることとなった。勢いづく谷山城を貞久は幾度となく攻撃を仕掛けるがこれを落とせず、戦況はなかなか有利にならないばかりか、正平2年（1347年）6月、懐良親王率いる南朝方と熊野水軍三十余艘とが海と陸から、貞久の本拠である東福寺城（現・鹿児島市清水町）を急襲したこともあったが貞久方は辛うじてこれを撃退に成功する。正平5年（1350年）、そのような状況の中、北朝方は尊氏方と直義方とに分裂（観応の擾乱）、この間、直義方の畠山直顕とも戦わなければならず、一時南朝の軍門に下らざるを得ないほどであった（観応の擾乱終結後、北朝方に復帰）。

### 室町幕府成立後
幕府方に復帰した貞久は正平17年/貞治元年（1362年）に幕府に対して申状を送っている。その中で貞久は島津荘は薩摩・大隅・日向一帯を占める島津氏の本貫であり、3国の守護職は源頼朝から与えられたもので大隅・日向の守護職は鎮西探題（北条氏）に貸したものに過ぎないとして3か国守護であることの正当性を訴えた。史実では島津氏は比企能員の変で処罰された結果として大隅・日向の守護職を没収されたものでその支配はわずか数年に過ぎず、貞久の主張は史実ではない。しかし、貞久のこの訴えは彼の後継者や島津氏の一族・家臣団に共有されて後世に伝えられ、薩摩・大隅のみならず日向を支配する理論的支柱として用いられた。
正平18年/貞治2年（1363年）薩摩守護職を三男の師久（総州家）に、大隅守護職を四男の氏久（奥州家）にそれぞれ譲り、同年7月、95歳の長寿を以って逝去。両家は征西府・九州探題・今川了俊の存在する間は協力し合って外敵にあたったが共通の敵が消滅すると、やがて戦国時代の前触れのように互いに勢力を争うようになる。

## 系譜
- 父：島津忠宗（1251 - 1325） - 島津氏4代当主
- 母：理玄夫人（三池道智の女）
- 妻：栴林夫人（大友親時の女）
  - 次男：島津宗久（1322 - 1340） - 早世
  - 三男：島津師久（1325 - 1376） - 島津氏6代当主[2]、総州家祖
  - 四男：島津氏久（1328 - 1387） - 島津氏6代当主[2]、奥州家祖
- 母不詳
  - 長男：川上頼久 - 川上氏祖
  - 五男：島津光久 - 早世
  - 六男：石坂氏忠 - 石坂久泰後嗣
  - 女：祖鑑房
  - 女：京子
  - 女：祢々